# Ricardo Escuela
Daniel Ricardo Escuela (23 mei 1983) is een Argentijns wielrenner die anno 2019 rijdt voor Asociación Civil Agrupación Virgen de Fátima.

## Carrière
In 2006 won Escuela een etappe in de Baby Giro. Drie dagen later werd hij, achter Emiliano Donadello, tweede in de tiende etappe. In maart 2009 werd Escuela, achter Pablo Brun en Facundo Bazzi, derde in het nationale kampioenschap op de weg. Brun werd echter betrapt op het gebruik van nandrolon, waarna hij uit de uitslag werd geschrapt en zowel Bazzi als Escuela een plek stegen. In 2012 werd Escuela wederom derde, ditmaal achter Juan Pablo Dotti en Darío Díaz.
In 2018 nam Escuela deel aan de Ronde van San Juan. In de tweede etappe, met aankomst heuvelop, trok hij tijdens de laatste beklimming samen met Román Villalobos en Tiesj Benoot ten aanval. In de sprint met drie bleek Villalobos de snelste, voor Escuela.

## Overwinningen
2006
7e etappe Baby Giro

## Ploegen
- 2007 –  Successfulliving.com presented by Parkpre
- 2008 –  Successfulliving.com presented by Parkpre
- 2009 –  Team Type 1 (tot 21-5)
- 2014 –  InCycle-Predator Components Cycling Team
- 2017 –  Asociación Civil Agrupación Virgen de Fátima
- 2018 –  Asociación Civil Agrupación Virgen de Fátima
- 2019 –  Asociación Civil Agrupación Virgen de Fátima

Cattapan · Escuela · Laguna · López · Montivero · Naranjo · A. Richeze · M. Richeze · Velardez · Zamora
Avella · Escuela · Gamero · López · Montivero · Naranjo · A. Richeze · M. Richeze · Roberto · Velardez · Zamora